# 弗里德里希三世 (薩爾姆-基爾堡)
弗里德里希三世（Friedrich III. zu Salm-Kyrburg，1744年5月3日—1794年7月23日），第二任薩爾姆-基爾堡親王（1779－1794），前任親王菲利普·約瑟夫之子，貴族薩爾姆家族的成員。

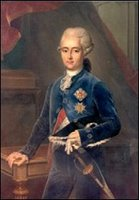
弗里德里希三世

弗里德里希三世與妹妹阿瑪莉埃·策菲琳在法國巴黎長大，1780年代建造的榮勳宮由他所持有。1789年法國大革命爆發，他選擇支持革命一方；1792年他在家族領地基爾堡宣布廢除農奴制並發揚革命精神。然而，在革命期間他在法國的財產被革命政府沒收，他對此提出抗議，1794年弗里德里希三世被雅各賓政府逮捕，7月23日他與妹妹的情人亞歷山大·德·博阿爾內一同被送上斷頭台。他的兒子弗里德里希四世繼位為薩爾姆-基爾堡親王由阿瑪莉埃·策菲琳擔任監護人。